# Петар Живкович
Петар Живкович (серб. Петар Жівковіћ, Petar Živković; 1 січня 1879 — 3 лютого 1947) — сербський і югославський державний і військовий діяч, прем'єр-міністр Королівства Югославія з 7 січня 1929 року до 4 квітня 1932 року.
Народився в Неготині, Князівство Сербія. Вибрав військову кар'єру: закінчив військову академію в Белграді, потім служив в палацової гвардії. Брав участь в травневому перевороті 1903 року, в ході якого був убитий король Олександр Обренович і повалена династія Обреновичів. Пізніше приєднався до руху «Біла рука», протистояти сербським націоналістам-членам «Чорної руки». У 1921 році був призначений королем Олександром I командиром палацової варти югославського короля, в 1929 році — прем'єр-міністром.
Був членом Югославської радикальної селянської партії, яка незабаром стала єдиною легальною партією в країні внаслідок його реформ, спрямованих на придушення місцевого самоврядування та поширення комуністичних ідей. У 1930 році отримав звання генерала армії. Добровільно пішов у відставку з поста прем'єр-міністра в 1932 році, заснувавши Югославську національну партію, ставши її лідером в 1936 році; в урядах Узуновіча і Жевтіча був міністром армії і флоту, остаточно покинувши уряд в 1936 році.
У 1941 році, незадовго до вторгнення в країну військ нацистської Німеччини, залишив Югославію, в 1943 році став членом югославського королівського уряду у вигнанні, будучи міністром без портфеля і заступником головнокомандуючого збройними силами країни. У 1946 році був заочно засуджений комуністичною владою країни до страти, через що залишився до кінця життя у вигнанні в Парижі.